# كولة
 آلة موسيقية شرقية هوائية
الكوالا أو كولة بالإنجليزية: Kawala) الكوالا تسمى أيضًا سلامية " (Salamiya) هي آلة موسيقية من القصب المنفوخة تُستخدم في الموسيقى العربية. إنها مشابه للناي ولكن به ستة ثقوب للأصابع، بينما للناي سبعة (بما في ذلك واحد في الخلف).[بحاجة لمصدر]
كلمة (قولة) مشتقة من فعل قال يقول أو (يَقُولُ) مع تفخيم القاف في اللهجة الصعيدية، وهذا الاشتقاق له تبريره بحيث يُقال لعازف الآلة عند العزف (قُولُ) " أي أعزف،  مع تفخيم القاف ولا يقال له (اعزف) ومن هنا أُطلقت التسمية؛ كما يوجد في مصر من يُطلق عليها اسم (كولة) ويمكن أن يكون هذا الاسم تهذيباً أو تحريفاً للاسم السابق. للكوالا أحجام مختلفة إذ نجد أنواعا طويلة وأخرى قصيرة ويطلق اسم (سلامية) أو (عفاطة) على النوع الصغير منها. يوجد هذا النوع من الآلات الهوائية عموماً عند أهل الصعيد في مصر وتأتي الكوالا في تسعة أحجام مختلفة حسب المقام.
الكوالا هي (فلوت) مصري من القصب يعزف عليه بالنفخ في نهايته. على الرغم من أنها تشبه إلى حد ما آلة الناي، وهي موسيقى شعبية للغاية في موسيقى الشرق الأوسط التقليدية، إلا أن الكوالا لا تحتوي على ثقب في الخلف كما هو الحال في آلة الناي. الكوالا لها البنية النغمية الأساسية المتعارف عليها بين مجتمع الموسيقى الشعبية المصرية، والأساس للعديد من الألحان الشعبية، والآلات أو الصوتية.
الكوالا مجوفة ولها أربع عقد، وستة فتحات للأصابع في خط مستقيم على طولها. تحتوي الآلة على ما يصل إلى تسعة أحجام مختلفة، وفقاً للمقياس المطلوب في المقطوعة الموسيقية. غالباً ما يتم لعبها اليوم في الاحتفالات الدينية وحفلات الزفاف، (ولها أصلها كأداة للرعاة، تستخدم لتوجيه قطيعهم). لهذا السبب يبدو أنه يساعد في أي مقطوعة موسيقية تحتوي على تسلسل «استدعاء واستجابة».

## التقنيات
يُنتَج الصوت من الكوالا عن طريق النفخ في الفتحة العلوية (الفم) باستخدام تقنية يعرفها العازفون باسم التنفس الدائري.  باستخدام هذه التقنية، يتنفس الموسيقي من خلال الأنف مع الاحتفاظ بخزان من الهواء المستنشق مسبقاً في وجنتيه المنتفختين، والتحكم في إنتاجه لتحقيق تدفق منتظم ومتواصل للهواء مع الاستمرار في الشهيق بانتظام من خلال الأنف. تشبه هذه التقنية تلك المستخدمة مع مزمار القربة، ولها تأثير في إنتاج نغمة طويلة ومستمرة ومتساوية من الآلة.
تختص الكولة بطابع صوتي مميز، ذلك أن الأنغام التي تستخرج منها تفوق أنغام الآلات الهوائية الأخرى من حيث النعومة والشجى والرقة وكذلك من حيث القدرة على التأثير في النفس، وهي أقرب إلى الإحساس البشري خاصة عندما يكون عازفها ذا شعور مرهف.
الكوالا هي فريدة من نوعها من بين الآلات الأخرى حيث يمكن إنتاج كل من الميزان و glissando، مما يتيح للموسيقي المرونة في العزف على أي نغمة وبالتالي أي مفتاح، مما يمنح المرونة اللونية. تم اقتصار استخدامات الكوالا بشكل عام على الترانيم الدينية. ومع ذلك، فقد أصبحت الآلة الموسيقية تُستخدم تدريجياً في مجالات أخرى من الموسيقى الشعبية، واكتسبت موطئ قدم في كل ركن من أركان مصر.

## الإنتاج
يقوم صانع الكوالا باختيار أعواده وهي لا تزال في الأرض، ثم يقوم بغرفها (حفرها) من الداخل، ويفرغها حتى تتوقف عن النمو أطول، ولكن بدلاً من ذلك تزداد سماكة وأصعب. تُترك القصب في الأرض حتى تنضج للحصاد، وعند هذه النقطة تُستبعد وتُترك في الشمس لتجف تماماً. ثم تأتي مرحلة تقسيم كل ساق إلى مقاطع كل منها أربع عقد، بدءاً من النهاية الرقيقة، بحيث يحصل الموسيقي (بالترتيب) على أنبوب رئيسي وأنبوب يليه بنسبة 1: 2 (أنبوبان متابعان لكل قائد ).  يحرص الصانع على اختيار القائد وأتباعه من نفس القصبة لضمان توحيد لون النغمة. ثم تتم إزالة الانقسامات الداخلية التي تقسم القصب إلى حجرات عند كل عقدة من الداخل، مما يؤدي إلى فتح أنبوب مجوف من كلا الطرفين.  ثم يتم قطع أي فائض، مع بقية التقسيمات الداخلية، للحصول على نسيج داخلي سلس.

## اللاعبين
لم تحظى «الكوالا» بشهرة الناي لدى معاهد الموسيقى العربية، خاصة وأن «الناي» يتم تدريسه، بخلاف الكوالا فهي لم تُدرس؛ وبالتالي لم تشتهر وسط عموم الناس، لكونها آلة مفتوحة ليس لها «نوتة موسيقية». إن آلة الكوالا لم تُضم إلى التخت الكلاسيكي في مصر إلا في السنوات الأخيرة إذ بقيت تستعمل في الموسيقى الشعبية إلى أن طوعها أحد عازفي الناي في مصر وهو «عبد الله نصر الله» إلى التخت الشرقي فأصبحت تأخذ مكانها في الجوقة الحديثة.
و يعتبر العازف (عبد الله حلمى) من أفضل الاعبين على آلة الكولة و قد وصفه المطرب (على الحجار) بأنه أفضل عازف كولة فى مصر و العالم فى لقاء ضمه مع الإعلامية (هالة سرحان) كما أنه عمل مع الكثير من كبار المطربين مثل (محمد منير) و (محمد ثروت) و محمد الحلو)و غيرهم الكثبر ، و شارك فى العديد من تترات المسلسلات و الأفلام و من أشهرها الموسيقى التصويرية لفيلم (البرئ) ألحان الموسيقار (عمار الشريعى) و الموسيقى التصويرية لفيلم (أبو على ) للموسيقار (عمرو إسماعيل) و له الكثير من مقطوعات العزف المنفرد و التقاسيم الرائعة .، و يعتبر «أحمد الأرنب» أيضا من أكثر لاعبي «الكوالا» شهرة في مصر والعالم.  يعيش في قرية صغيرة في محافظة الشرقية في مصر، وكان يسافر حول العالم وهو يلعب مع العديد من المطربين الصوفيين المصريين، بما في ذلك «الشيخ ياسين التهامي» وملحنين غربيين آخرين. كما أنه يشارك بانتظام في كرنفالات الفولكلور الوطني (المولد) في جميع أنحاء مصر. إنه أحد أقدم العازفين الباقين على قيد الحياة في مصر، والذي يتميز بقدرته على إنتاج مؤثرات صوتية متنوعة على الآلة باستخدام تقنية التنفس الدائري.
«إبراهيم شاهين» - الذي كان يلعب في المواويل - كان لاعباً مصرياً آخر معروفاً «للكوالة».  لقد كان موسيقياً سافر دولياً وعزف ذات مرة بانتظام في الأحداث في قريته وفي العروض الكبيرة في مصر.